# كوليت ترودو
كوليت ترودو هي كاتبة غنائية كندية، ولدت في 17 يونيو 1985.

## وصلات خارجية
- الموقع الرسمي